# Cesonia cuernavaca
Cesonia cuernavaca Platnick & Shadab, 1980 è un ragno appartenente alla famiglia Gnaphosidae.

## Etimologia
Il nome proprio deriva dalla località messicana di rinvenimento degli esemplari: Cuernavaca.

## Caratteristiche
L'olotipo femminile più grande rinvenuto ha lunghezza totale è di 7,52mm; la lunghezza del cefalotorace è di 2,91mm e la larghezza è di 2,24mm.

## Distribuzione
La specie è stata reperita nel Messico centrale: a nord della città di Cuernavaca, appartenente allo stato di Morelos.

## Tassonomia
Al 2015 non sono note sottospecie e dal 1980 non sono stati esaminati nuovi esemplari.